# Most Mackinac
Most Mackinac je viseči most, ki se pne nad ožino Mackinac in povezuje zgornji in spodnji polotok ameriške zvezne države Michigan. Odprt je bil leta 1957. 2626 m dolg most (znan kot Big Mac ali Mighty Mac) je 16. najdaljši v viseči most in najdaljši viseči most med pritrdišči na zahodni polobli. Preko mosta poteka Interstate 75 in sestavni del krožne povezave Velikih jezer (Great Lakes Circle Tours) ter povezuje mesto St. Ignace na severnem koncu z vasjo Mackinaw City na jugu.
Po zamisli iz leta 1880 je most zasnoval inženir David B. Steinman in je bil dokončan leta 1957, šele po več desetletjih bojev za začetek gradnje.

## Dolžina
Most je bil odprt 1. novembra 1957 in povezuje dva polotoka povezana desetletja s trajekti. Leto kasneje je bil most uradno posvečen kot "najdaljši viseči most med pritrdišči na svetu", ki se lahko primerja z mostom Golden Gate v San Franciscu, ki je imel daljši glavni razpon med piloni ali mostom San Francisco-Oakland Bay, ki ima sidrišče v sredini.
Je še vedno najdaljši viseči most z dvema pilonoma med sidrišči na zahodni polobli.  Mnogo daljši z razponi med sidrišči so bili zgrajeni na vzhodni polobli, vključno Most Akaši-Kaikjo na Japonskem (3909 m). Toda dolžina do pritrdišča je pri Mackinacu s svojo skupno dolžino od obale-do-obale 8 km, daljši od Akaši-Kaikjo (3,9 km).
Dolžina glavnega razpona mostu je 1158 m, kar je tretji najdaljši viseči most v Združenih državah Amerike in 16. najdaljši na svetu.

## Zgodovina

### Zgodnje obdobje
Algonško ljudstvo (Algonquian people), ki je živelo na območju ožine pred prihodom Evropejcev v 17. stoletju, je imenovalo to regijo Michilimackinac, kar pogosto razlagajo kot Great Turtle. S tem mislijo na obliko, kar se zdaj imenuje otok Mackinac. Ta razlaga je premet razprav učenjakov. Trgovska dejavnost preko ožine Mackinac je pritegnila največ populacije med poletno sezono, razvili so tudi medplemenske semnje. 
Izkoriščanje mineralnih surovin in lesa se je povečalo v 19. stoletju, zato je območje postalo pomembno prometno vozlišče. Leta 1881 so tri železniške proge dosegle preliv, Michigan Central, Grand Rapids and Indiana in Detroit, Mackinac & Marquette, ki so skupaj ustanovili  Mackinac Transportation Company za opravljanje storitev železniškega avto trajekta čez ožino in povezali dva polotoka. 
Izboljšane avtoceste vzdolž vzhodne obale Spodnjega polotoka je prineslo povečan avtomobilski promet na območju ožine začenši leta 1910. Država Michigan je uvedla trajektno povezavo med Mackinaw City in St. Ignace leta 1923. Sčasoma je delovalo devet trajektov, ki bi prenesli tudi do 9000 vozil na dan.

### Načrti za most
Po odprtju Brooklynskega mostu leta 1883, so si lokalni prebivalci začeli predstavljati, da bi takšna struktura lahko premostila ožino. Leta 1884 je lastnik trgovine v St. Ignace objavil v časopisu oglas, ki je vseboval tudi ponatis umetnikovega pojmovanja Brooklynskega mostu z napisom "Predlagani most čez ožino Mackinac«. 
Ideja o mostu je bila premet razprav pri Michiganskem zakonodajalcu že leta 1880. Takrat je območje ožine Mackinac postalo priljubljena turistična destinacija, še posebej po ustanovitvi Mackinac narodnega parka na otoku Mackinac v 1875.
Na seji upravnega odbora Grand Hotela na otoku Mackinac julija 1888, je Cornelius Vanderbilt II. predlagal, da bi zgradili most čez ožino podobnega tistemu v gradnji čez Firth of Forth na Škotskem. To bi pospešilo poslovanje v regiji in pomagalo podaljšalo sezono hotela.
Desetletja so minevala brez formalnih aktivnosti. Leta 1920 je Michiganski državni avtocestni komisar zagovarjal gradnjo plavajočega predora čez ožino. Na povabilo državnega zakonodajalca, je C.E. Fowler iz New Yorka naredil načrt za dolgo vrsto nasipov in mostov čez ožino iz Cheboygana 27 km jugovzhodno od Mackinaw City v St. Ignace in povezal otoke Bois Blanc, Round in Mackinac kot vmesne korake.

### Uradni načrti
Leta 1923 je država naložila State Highway Department vzpostaviti trajektno povezavo čez ožino. Ker je vedno več ljudi uporabljalo trajekt, se je gibanje za izgradnjo mostu povečalo. Chase Osborn, nekdanji guverner, je zapisal:
"Michigan se mora poenotiti in čudovita nova pot skozi Michigan do Gornjega jezera in severozahoda Združenih držav v potrebna prek ožine Mackinac. To se ne more še naprej razvijati z nerodnimi in neustreznimi trajekti v katerem koli delu leta."
Leta 1928 je trajektna linija postala tako priljubljena in tako draga za obratovanje, da Michiganski guverner Fred W. Green odredil študijo izvedljivosti izgradnje mostu čez ožino. State Highway Department je ugotovil, da je ideja izvedljiva, ocena stroškov pa 30.000.000 $
Leta 1934 je Michigan Legislature ustanovil  Mackinac Straits Bridge Authority, naj preuči možne načine gradnje in financiranja predlaganega most. Sredi 1930-tih, v času velike krize, so bili neuspešni pri pridobivanju finančnih sredstev federalne vlade. United States Army Corps of Engineers in predsednik Franklin Delano Roosevelt so sicer podprli projekt, a kongres ni nikoli zagotovil sredstev. Med letoma 1936 in 1940 je Agencija izbrala traso za most. Narejene so bile vrtine za podrobno geološko študijo trase.
Predhodni načrti za most so predvidevali 3-pasovno vozišče, železniško progo pod voziščem ceste, centralno sidrišče in dvojni viseči most, podobno zasnovo kot most San Francisco - Oakland Bay. Ker bi to zahtevalo potop zasidranja v najglobljem območju ožine, je bila ta varianta vprašljiva. Betonski nasip dolg približno 1219 m, ki je segal od severne obale, je bil zgrajena v plitvi vodi med 1939 in 1941. Vendar je edinstven inženirski izziv ustvaril velikanske sile, ki so delovale proti vznožju mostu, saj jezero zamrzne v zimskem času, kar povzroča velike ledene gore in ogromen pritisk na mostu.
V tistem času je bilo financiranje projekta še vedno negotovo in nadaljnje delo zadržano zaradi izbruha druge svetovne vojne. Mackinac Straits Bridge organ je bil ukinjen leta 1947, vendar pa je tri leta kasneje ustanovljena nova agencija. V juniju 1950 so inženirji oživili projekt. Do takrat so avtomobili s trajektom porabili pet ur med Mackinaw Cityjem in St. Ignacem in tipična zmogljivost je bila 460 vozil na uro. Ocenjeno za most 1600.
Po poročilu, ki so ga pripravili inženirji januarja 1951  je država 30. aprila 1952 dovolila prodajo 85 milijonov dolarjev obveznic za gradnjo mostu. Vendar pa je šibek trg obveznic leta 1953 povzročil zamudo več kot leto dni.

## Inženiring in gradnja
David B. Steinman je bil imenovan kot projektant v januarju 1953, do konca leta 1953 je bila podpisana pogodba. Skupna ocena stroškov v tistem času je bila 95.000.000 $ s predvidenim zaključkom do 1. novembra 1956. Cestnine bi se zbirale za most 20 let. Gradnja se je začela 7. maja 1954. Ameriški Bridge Division United States Steel Corporation je bilo oddano naročilo v višini več kot 44 milijonov dolarjev za izgradnjo jeklene konstrukcije.
Gradnja s pomočjo 1939-1941 zgrajenega nasipa, je trajala tri leta in pol (štiri poletja, gradnja pozimi ni bila mogoča gradnji) v skupni nabavni vrednosti 100 milijonov dolarjev ter terjala življenje petih delavcev. Za promet je bil odprt 1. novembra 1957, trajekt je bil ukinjen še isti dan. Most je bil uradno posvečen 25. junija 1958.
Ameriški senator Prentiss M. Brown je bil imenovan za "očeta mostu Mackinac"  in je bil počaščen s posebno spominsko ploščo.
Most je uradno dosegel svoj 100.000.000 prehod natanko štirideset let po otvoritvi 25. junija, 1998. 50. obletnico odprtja mostu so slovesno praznovali 1. novembra 2007. 

## Dejstva in številke
Most Mackinac je trenutno cestninski na Interstate 75. Pred prihodom I-75 je most prečkala US Highway 27. Sedanja cestnina znaša 4,00 $ za avtomobile in 5,00 $ na os za tovornjake. Organ za upravljanje mostu je nedavno dvignil davek za financiranje $ 300.000.000 za prenovo, ki bi vključevala kompletno nadomestitev mostu. 
Vsak Praznik dela, dve od stez mostu zaprejo za promet in jih odprejo za pohodnike za Mackinac Bridge Walk.
Barvanje mostu traja sedem let, in ko je delo končano, se ponovno začne.
6. septembra 2009 je most prečkalo 150 milijonto vozilo. 
- Dolžina od enega do drugega sidrišča kablov je 2256 m
- Skupna širina vozišča je 16,5 m
  - Dve zunaj steze: 3,7 m vsaka
  - Dva znotraj steze: 3,4 m vsaka
  - Ločilni pas: 0,61 m
  - Catwalk, robniki in železniški širina: 3 metrov (0,91 m), na vsaki strani
- Višina cestišča na sredini razpona 61 m nad vodno gladino

- gradbeni stroški: 99.800.000 $ (1957 USD, prilagojena za inflacijo, približno $ 732.000.000, 2007 EUR)
- Višina Pilonov nad vodo: 168 m
- Max. globina pilonov pod vodo: 64 m
- globina vode pod sredino mostu 76 m
- Skupna dolžina žic v glavnih kablih:. 68.000 km
- Omejitev hitrosti: 45 milj na uro (72 km / h), za osebne avtomobile, 20 milj na uro (32 km / h) za težke tovornjake. Težki tovornjaki morajo voziti na varnostni razdalji 150 m